# Cultura de Asturias

## Arquitectura tradicional asturiana
- Horreos y molinos
- Cabañas de teito

## Minorías étnicas en Asturias
- Vaqueiros de alzada, xaldos y marnuetos
- Teyeros de Llanes (xíriga).[1]
- Caldereros de Miranda d'Avilés (difusores de una jerga, el bron similar a la de los tejeros y canteros).[1]
- Gitanos
- Judíos en la Edad Media (Barrio de Socastiellu en Oviedo y Sanabuega en Cangas del Narcea)

## El ciclo agrícola en Asturias
- Sembrado
- Andecha
- Sestaferia
- Cosecha
- Cultivos tradicionales